# Parque Łazienki

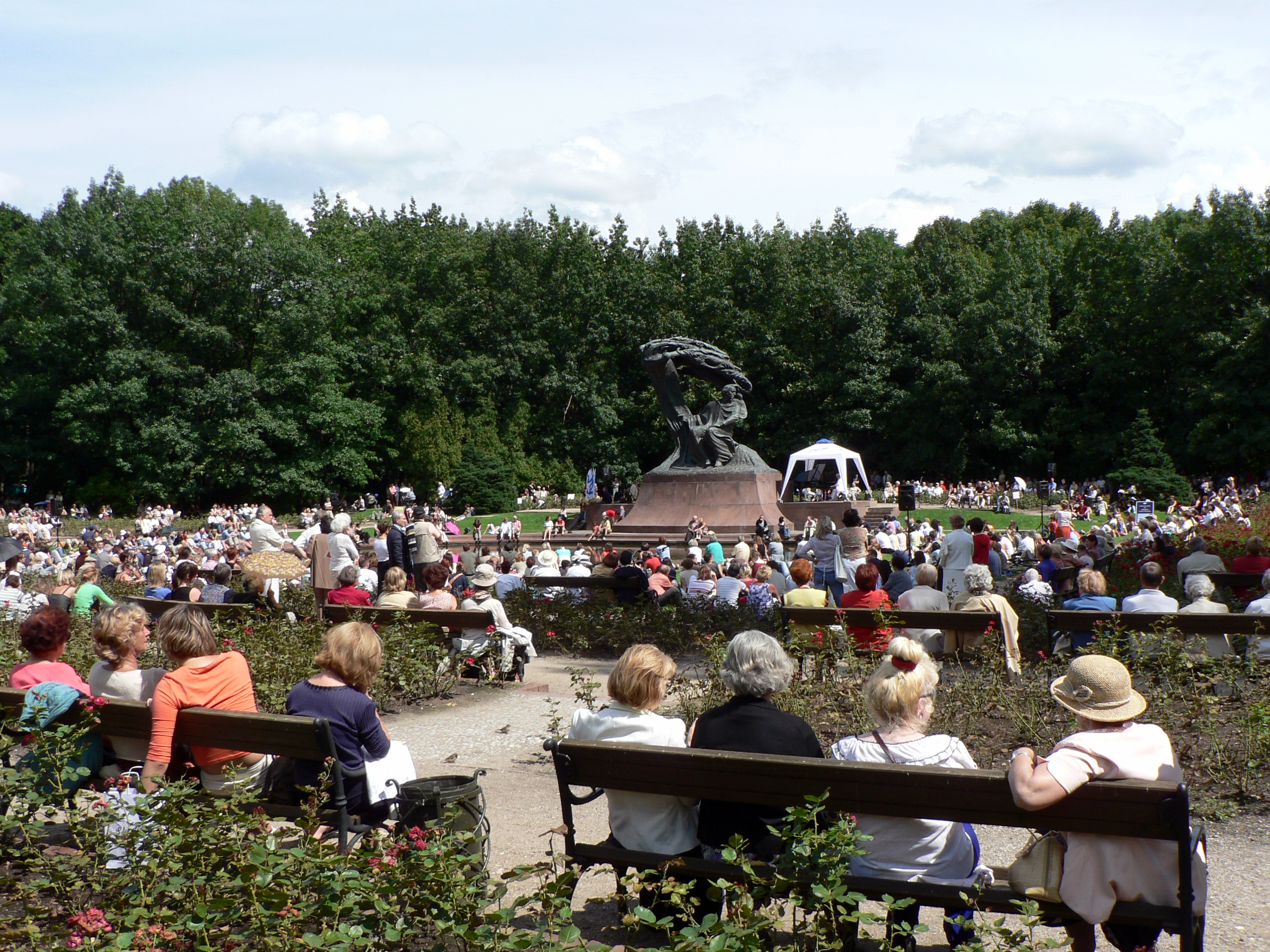
Concerto de piano próximo à estátua de Chopin no Parque Łazienki.

O Parque Łazienki (em polonês: Łazienki Królewskie) é o maior parque de Varsóvia, ocupando 80 hectares do centro da cidade.  O parque localiza-se na área central de Varsóvia (Śródmieście), na Avenida Ujazdów (Aleje Ujazdowskie), com a "Royal Route" ligando o Castelo Real com o Wilanów ao sul. Ao norte, no outro lado da rua Agrikola, o parque Łazienki faz divisa com o Castelo de Ujazdów. No seu interior situa-se o Pałac Łazienkowski.

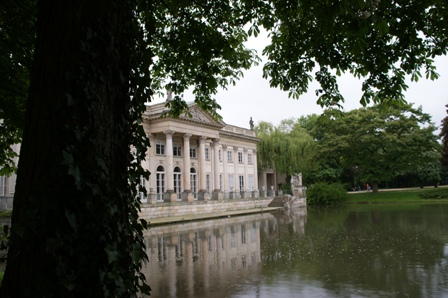
Pałac Łazienkowski
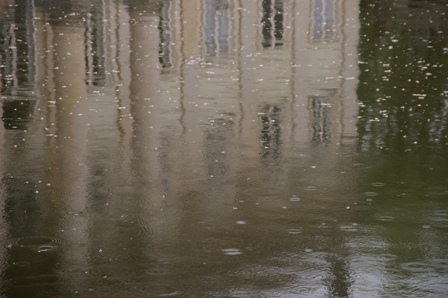
Pałac Łazienkowski